# Leon Tomaszewski
Leon Tomaszewski (ur. 7 kwietnia 1925 w Łodzi, zm. po 1986) – polski dyplomata i działacz partyjny, konsul generalny w Kijowie (1975–1978) oraz ambasador w Koreańskiej Republice Ludowo-Demokratycznej (1981–1985). 

## Życiorys
W 1946 wstąpił do Związku Walki Młodych (ZWM), a następnie Związku Młodzieży Polskiej (ZMP). W lutym 1947 został członkiem Polskiej Partii Robotniczej (PPR), a 15 grudnia 1948 Polskiej Zjednoczonej Partii Robotniczej (PZPR).
Od marca do listopada 1947 był słuchaczem Szkoły Spółdzielczej ZWM w Zakopanem. Następnie referent spółdzielczy w Zarządzie Wojewódzkim ZWM w Bydgoszczy (listopada 1947 – luty 1948) oraz w Zarządzie Wojewódzkim ZWM w Łodzi (luty – lipiec 1948). Od lipca 1948 do marca 1949 pełnił funkcję przewodniczącego Zarządu Dzielnicowego ZMP, a od marca 1949 do października 1950 instruktora i kierownika Wydziału Kadr Zarządu Łódzkiego ZMP w Łodzi. Od października 1950 do czerwca 1953 był instruktorem, a później zastępcą kierownika Wydziału Kadr Zarządu Głównego ZMP w Warszawie. Przewodniczący Zarządu Wojewódzkiego ZMP w Opolu okresie czerwiec 1953 – wrzesień 1954.
W latach 1954–1958 był kształcił się w Wyższej Szkoły Nauk Społecznych przy KC PZPR. Od lipca 1959 do września 1960 wchodził w skład Polskiej Misji Wojskowej w KRLD. W latach 1975–1978 pełnił funkcję konsula generalnego w Kijowie. Ok. 1980 był dyrektorem Departamentu Kadr i Szkolenia Ministerstwa Spraw Zagranicznych. W 1981 został nominowany ambasadorem w Korei Północnej, na którym to stanowisku przebywał do 1985.
Jako działacz PZPR pełnił szereg funkcji, m.in. członka I sekretarza podstawowej organizacji partyjnej, członka egzekutywy Komitetu Wojewódzkiego w Opolu (1953–1954) oraz Łodzi (1965), instruktora i starszego instruktora Wydziału Organizacyjnego Komitetu Centralnego (1960–1965), członka Komitetu Zakładowego przy MSZ (1979–1981).
Syn Franciszka i Zofii.